# Katastralgemeinde Buch
Die Katastralgemeinde Buch ist eine von zwölf Katastralgemeinden der Gemeinde Klein Sankt Paul im Bezirk Sankt Veit an der Glan in Kärnten (Österreich). Sie hat eine Fläche von 1.728,54 ha (Stand 31. Dezember 2023).
Die Katastralgemeinde gehört zum Sprengel des Vermessungsamtes Klagenfurt.

## Lage
Die Katastralgemeinde liegt im Osten des Bezirks Sankt Veit an der Glan, im Nordosten der Gemeinde Klein Sankt Paul, an den Westhängen der Saualpe. Sie grenzt im Norden an die Katastralgemeinde Kirchberg und an die Katastralgemeinde Hinterberg, im Osten an die Katastralgemeinde Witra, im Süden an die Katastralgemeinde Dullberg und im Westen an die Katastralgemeinde Wieting. Die Katastralgemeinde umfasst in etwa das Einzugsgebiet des Graierbachs. Sie erstreckt sich über eine Höhenlage von 715 m ü. A. am Graierbach am Westrand der Katastralgemeinde bis zu 2050 m ü. A. am Kienberg, einem der Gipfel der Saualpe.

## Ortschaften
Auf dem Gebiet der Katastralgemeinde Buch liegen die Ortschaft Müllergraben sowie ein Teil der Ortschaft Oberwietingberg einschließlich der Breitofneralm und ein Teil der Ortschaft Unterwietingberg einschließlich der Weißbergeralm.
Die Ortschaft Buch hingegen liegt nicht in der Katastralgemeinde Buch, sondern in der Katastralgemeinde Dullberg.

## Vermessungsamt-Sprengel
Die Katastralgemeinde gehört seit 1. Jänner 1998 zum Sprengel des Vermessungsamtes Klagenfurt. Davor war sie Teil des Sprengels des Vermessungsamtes St. Veit an der Glan.

## Geschichte
Ende des 18. Jahrhunderts wurden die Kärntner Steuergemeinden (später: Katastralgemeinden) gebildet und Steuerbezirken zugeordnet. Die Steuergemeinde Buch wurde Teil des Steuerbezirks Wieting.
Im Zuge der Reformen nach der Revolution 1848/49 wurden in Kärnten die Steuerbezirke aufgelöst und Ortsgemeinden gebildet, die jeweils das Gebiet einer oder mehrerer Steuergemeinden umfassten. Die Steuer- bzw. Katastralgemeinde Buch wurde Teil der Gemeinde Wieting. Die Größe der Katastralgemeinde wurde 1849 mit 3003 Österreichischen Joch und 130 Klaftern (ca. 1728 ha, also die heutige Fläche) angegeben; damals lebten 384 Personen auf dem Gebiet der Katastralgemeinde. Im Zuge der Gemeindestrukturreform kam die Katastralgemeinde 1973 an die Gemeinde Klein Sankt Paul.
Die Katastralgemeinde Buch gehörte ab 1850 zum politischen Bezirk Sankt Veit an der Glan und zum Gerichtsbezirk Eberstein. Von 1854 bis 1868 gehörte sie zum Gemischten Bezirk Eberstein. Seit der Reform 1868 ist sie wieder Teil des politischen Bezirks Sankt Veit an der Glan, zunächst als Teil des Gerichtsbezirks Eberstein, seit dessen Auflösung 1978 als Teil des Gerichtsbezirks St. Veit an der Glan.